# Tétrafluoroborate de lithium
Le tétrafluoroborate de lithium est un composé inorganique de formule LiBF4. Commercialisé sous la forme d'une poudre cristalline blanche, il a été largement testé pour une utilisation dans les accumulateurs commerciaux, une application qui exploite sa grande solubilité dans les solvants non polaires.

## Applications
Bien que l'ion BF4− ait une mobilité ionique élevée, les solutions de son sel Li+ sont moins conductrices que d’autres sels moins associés. En tant qu’électrolyte dans les batteries lithium-ion, le LiBF4 offre certains avantages par rapport au LiPF6, plus courant. Il présente une plus grande stabilité thermique et une meilleure tolérance à l’humidité. Par exemple, le LiBF4 peut tolérer une teneur en humidité allant jusqu’à 620 ppm à température ambiante, tandis que le LiPF6 s’hydrolyse facilement en gaz toxiques POF3 et HF, détruisant souvent les matériaux des électrodes de la batterie. Les inconvénients de l’électrolyte comprennent une conductivité relativement faible et des difficultés à former une interface électrolytique solide stable avec des électrodes en graphite.

## Stabilité thermique
Parce que le LiBF4 et d’autres sels de métaux alcalins se décomposent thermiquement pour former du trifluorure de bore, le sel est couramment utilisé comme source pratique de ce produit chimique à l’échelle du laboratoire.
LiBF4 → LiF + BF3

## Fabrication
Le LiBF4 est un sous-produit de la synthèse industrielle du diborane, :
8 BF3  +  6 LiH  →  B2H6  +  6 LiBF4
Le LiBF4 peut également être synthéthisé à partir de LiF et de BF3 dans un solvant approprié résistant à la fluoration par BF3 (par exemple HF, BrF3, ou SO2 liquéfié) :
LiF + BF3 → LiBF4